# Magnus Svensson
Jan Tore Magnus "Turbo" Svensson (Vinberg, 1969. március 10. –) svéd válogatott labdarúgó.
A svéd válogatott tagjaként részt vett a 2000-es Európa- és a 2002-es világbajnokságon.

## Sikerei, díjai
Halmstads BK
- Svéd bajnok (1): 1997
- Svéd kupadöntős (1): 1995

Brøndby IF
- Dán bajnok (1): 2001–02